# 白石涼子のシカイ良好☆ふんたららん
『白石涼子のシカイ良好☆ふんたららん』（しらいしりょうこのしかいりょうこうふんたららん） は、白石涼子がパーソナリティのラジオ番組。略称「たららん」など。2004年4月4日から2005年3月27日まで放送。文化放送、東海ラジオ、AM KOBE、BSQR489で放送され、スターチャイルドアワーの一翼を担っていた。
番組1回目で白石が「1年はやりたい」と言ったが、ちょうど1年で終了したため「あんなことを言わなければよかった」と後悔したようである。
この番組の終了と共にスターチャイルドアワー枠はなくなり、旧スターチャイルドアワー後半枠はキングレコード以外の提供となった。ただし、東海ラジオでは引き続きキングレコード提供の『angelaのsparking!talking!show!』が放送された。

## ゲスト
- 2004年4月18日 - 堀江由衣
- 2004年4月25日	- DROPS
- 2004年6月20日 - 木村まどか
- 2004年6月27日	- 渡辺明乃
- 2004年7月18日	- 門脇舞
- 2004年7月25日	- 神田朱未、野中藍
- 2004年8月1日 - 神田朱未、野中藍
- 2004年8月29日 - 小林ゆう
- 2004年10月3日	- 皆川純子
- 2004年10月31日 - 松岡由貴
- 2004年11月28日 - こやまきみこ
- 2004年12月26日 - 相沢舞
- 2005年1月23日 - can/goo
- 2005年1月30日	- angela
- 2005年2月6日 - unicorn table
- 2005年2月20日 - 佐伯美愛
- 2005年2月27日 - 米倉千尋
- 2005年3月6日 - 新井里美

## 放送時間
- 文化放送 日曜 25:00 - 25:30
- 東海ラジオ 土曜 22:30 - 23:00
- AM KOBE 日曜 25:30 - 26:00
- BSQR489 金曜 20:30 - 21:00